# Euploea poggei
Euploea poggei är en fjärilsart som beskrevs av Moore 1883. Euploea poggei ingår i släktet Euploea och familjen praktfjärilar. Inga underarter finns listade i Catalogue of Life.